# Ficus maroma
Ficus maroma là một loài thực vật có hoa trong họ Moraceae. Loài này được A.Cast. mô tả khoa học đầu tiên năm 1944.